# دیگو موناریس
دیگو موناریس (انگلیسی: Diego Monarriz؛ زادهٔ ۲ مارس ۱۹۶۸) بازیکن فوتبال اهل آرژانتین است.
از باشگاه‌هایی که در آن بازی کرده‌است می‌توان به باشگاه ورزشی سن لورنسو آلماگرو اشاره کرد.